# Villa Baldasseroni

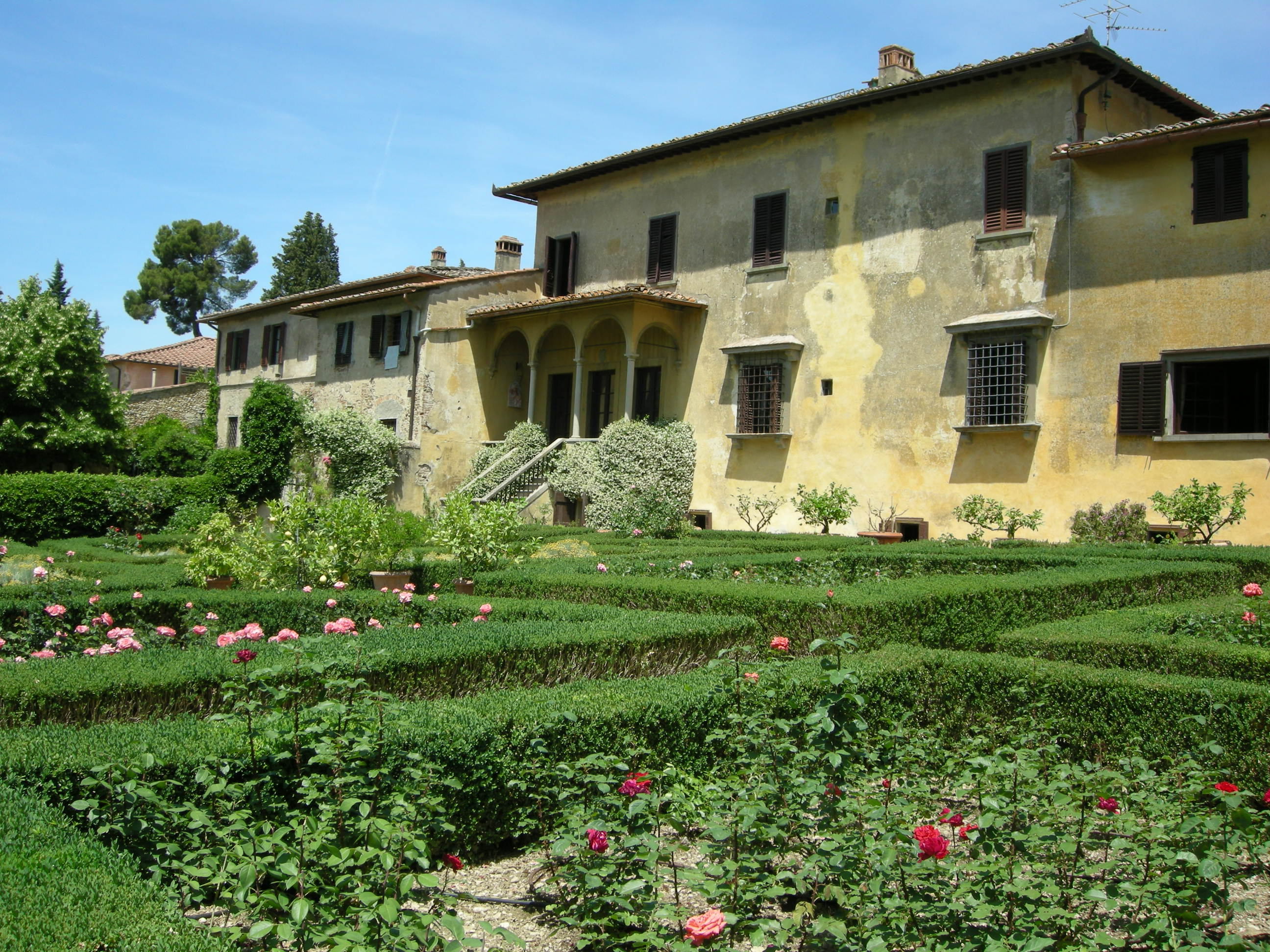
La villa

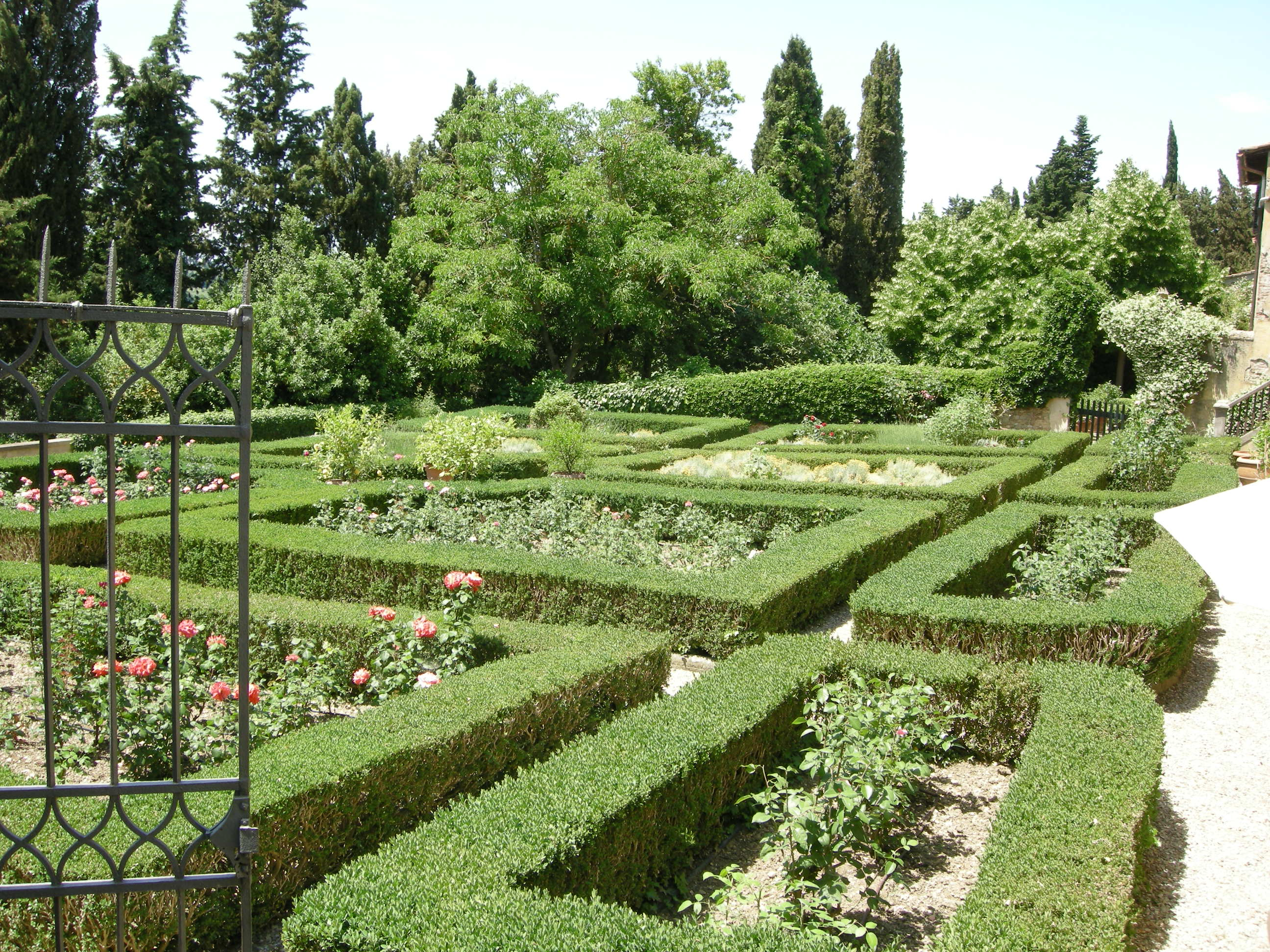
Giardini

Villa Baldasseroni o Villa L'Alzato si trova a Montespertoli, in via del Romito 336.

## Storia e descrizione
La villa appartenne a Giovanni Baldasseroni, ministro del governo granducale di Leopoldo II di Toscana, e ai suoi discendenti per più di trecento anni. In nome di "Alzato" deriva dalla bassa collinetta che, sul lato nord, fronteggia la villa e che oggi è inglobata nel giardino, tra aiuole. Oggi è una struttura ricettiva.
L'edificio è composto da una serie di corpi di fabbrica addosati, ingentiliti da elementi come loggette, scalinate, una cappellina e altro. Esso è circondato da un parco di forma pressoché triangolare, tra la via di Lucignano, via del Romito (la provinciale 81 Cipolatico-San Pancrazio) e la campagna. Alle spalle della villa si trova un piccolo parco all'inglese, in cui spiccano grandi esemplari di essenze arboree, quali cedri dell'Atlante, un cedro deodara, una thuja gigante, tigli, cipressi, lecci, pini silvestri, un abete del Caucaso, un abete di Algeria, un corbezzolo, un ligustro, dei mandorli, nonché arbusti come lentaggine, fillirea, ginestra odorosa, siliquastro, filadelfo. Un boschetto di lecci era l'antica ragnaia.
Sul lato sud si trova il giardino all'italiana, fatto da siepi geometriche di bosso con al centro piante di rose e altri arbusti; agli angoli, entro conche di cotto dell'Impruneta, si trovano i tipici limoni, nella stagione calda.